# Portugalská vlajka

Portugalská vlajka
Poměr stran: 2:3

Portugalská válečná vlajka
Poměr stran: 12:13

Vlajka Portugalska je tvořena listem o poměru stran 2:3 se dvěma svislými pruhy, zeleným a červeným. Pruhy jsou nestejné šíře, přičemž zelený zabírá dvě a červený tři pětiny délky vlajky. Střed znaku země je umístěn na hranici obou barev.
Červená část symbolizuje portugalskou revoluci z roku 1910 a zelená část naději. Bílý znak obsahuje pět malých modrých znaků s pěti bílými body. Modré znaky symbolizují prvního portugalského krále Alfonse Jindřicha I., vítěze nad Maury, a božská pomoc, které se mu přitom dostalo, je představována pěti bílými body jako pěti Kristovými ranami. Seskupení znaků do kříže pak symbolizuje křesťanství. Červený okraj znaku zahrnující sedm hradů představuje rozsah portugalského území včetně provincie Algarve. Za znakem je navigační přístroj – armilární sféra, která je oslavou Jindřicha Mořeplavce, který inicioval zámořské plavby, které z Portugalska učinily kdysi koloniální impérium.

Rozměry portugalské vlajky
Vlajka portugalského prezidenta Poměr stran: 2:3
Portugalská lodní vlajka (Naval Jack) Poměr stran: 1:1

## Historie
Portugalská vlajka byla přijata dne 30. června 1911, ale užívána byla již od revoluce, která 5. října 1910 svrhla monarchii. Portugalsko oficiálně deklaruje svou nezávislost na království Léon od roku 1128 a v roce 1170 byla jeho nezávislost uznána papežem. Symboly na portugalské vlajce se datují k dvanáctému století. Bílý znak s pěti modrými znaky byl přijat králem Alfonsem Jindřichem I. po porážce Maurů a vytvoření Křesťanského království Portugalska v roce 1139.

Portugalská vlajka (1095)
Portugalská vlajka (1143)
Portugalská vlajka (1185)
Portugalská vlajka (1248)
Portugalská vlajka (1385)
Portugalská vlajka (1485)
Portugalská vlajka (1495)
Portugalská vlajka (1521)
Portugalská vlajka (1578)
Portugalská vlajka (1640)
Portugalská vlajka (1667)
Portugalská vlajka (1707)
Portugalská vlajka (1750)
Vlajka Spojeného království Portugalska, Brazílie a Algarves (1813)
Portugalská vlajka (1826)
Portugalská vlajka (1830–1910) Poměr stran: 2:3

### Vlajka portugalských guvernérů
V roce 1932 byla zavedena společná vlajka pro všechny tehdejší guvernéry portugalských kolonií (Angola, Kapverdy, Macao, Mosambik, Portugalská Indie, Portugalský Timor, Svatý Tomáš a Princův ostrov). Vlajka byla tvořena bílým listem o poměru stran 2:3 s pěti svislými pruhy (střídavě bílými a zelenými různých šířek). Uprostřed byl emblém, částečné zasahující i do zelených pruhů, tvořený červeným, žlutě lemovaným křížem Kristova řádu, v jehož středu byl bílý kříž, taktéž žlutě lemovaný. Na kříž byla položena armilární sféra se štítem z portugalského znaku, s úzkým žlutým lemem. Posledním guvernérem, užívající tuto vlajku, byl Vasco Joaquim Rocha Vieira, poslední guvernér Macaa.

Vlajka portugalských guvernérů (1932–1999) Poměr stran: 2:3

### Vlajky portugalských kolonií
V roce 1966 navrhl portugalský heraldik Franz Paul Almeido vlajky portugalských závislých území, které byly dokonce v roce 1967 schváleny. Vlajky těchto území ale nebyly nikdy zavedeny a nadále se užívaly portugalské vlajky. Seznam není kompletní.

Schválená ale nezavedená angolská vlajka (1967) Poměr stran: 2:3
Schválená ale nezavedená kapverdská vlajka (1967) Poměr stran: 2:3
Schválená ale nezavedená mosambická vlajka (1967) Poměr stran: 2:3

## Vlajky portugalských autonomních regionů

Azorská vlajka Poměr stran: 2:3
Vlajka Madeiry Poměr stran: 2:3

## Zajímavosti
Po republikánské revoluci v roce 1910 bylo vytvořeno množství návrhů vlajky vznikající republiky. Zásadní otázkou bylo, zda převzít modrou a bílou jako barvy bývalého království, nebo červenou a zelenou, kterou užívala republikánská strana. Zvítězil návrh na zeleno-červenou vlajku.